# Palombie
 (décembre 2021).
République de Palombie
(es) República de Palombia 

La Palombie (nom officiel en espagnol: República de Palombia) est un pays fictif où se déroulent certaines des aventures de Spirou et Fantasio et du marsupilami. Il s'agit d'une petite république située (d'après la carte affichée sur la cage du marsupilami au zoo, dans Spirou et les Héritiers) dans une région entre le Venezuela, le Pérou, la Colombie, et le Brésil. Elle jouxte aussi la toute petite République (imaginaire) de Guaracha.
À l'image du San Theodoros dans Tintin de Hergé, la Palombie a joué un rôle important dans la perception de l'Amérique du Sud par les amateurs de bande dessinée franco-belge dans la deuxième moitié du XXe siècle, en particulier les jeunes lecteurs de périodiques de bande dessinée.

## Développement
La Palombie est imaginée par l'auteur belge André Franquin dans l'épisode Spirou et les Héritiers en 1951 qui la situe en Amérique du Sud.
L'Amérique du Sud est à ce moment-là un sujet déjà choisi à plusieurs reprises par des auteurs de bande dessinée franco-belge Malgré une certaine hétérogénéité de ces apparitions de l'Amérique du Sud depuis le début du siècle, la plupart des auteurs se cantonnent à une vision très caricaturale, et pour Alain Musset, « les productions destinées aux enfants ou aux adolescents vont longtemps se limiter à répéter les mêmes schémas d'action, les mêmes types de personnage, les mêmes paysages ». L'Amérique du Sud est avant tout prétexte à l'aventure du héros occidental aux frontières de sa civilisation. Pour le géographe Jacques Gilard, ces visions sont directement héritées du passé colonial de leurs pays. Et rares sont alors les auteurs qui parviennent à rendre compte avec plus de subtilité de la réalité sud-américaine, mais nombreux au contraire sont ceux qui font proliférer les utopies. La Palombie constitue cependant un contre-exemple :

« Son Amérique latine reste vraie, non parce qu'elle voulait être une photographie du réel, mais parce qu'elle annonçait un peu de son avenir et du nôtre. Les dessinateurs de talent n'ont pas manqué de 1945 à aujourd'hui, mais il aurait fallu, pour l'Amérique latine, que la b.d. compte plusieurs Franquin. Il y en a eu un seul, dont l'imagination venait nous charmer et saper, à notre insu, nos utopies hebdomadaires. »

— Jacques Gilard

## Analyses

### Géographie
Le nom du pays et le nom de sa capitale, Chiquito, évoquent la toponymie sud-américaine réelle. Palombie pour Colombie (la palombe, tout comme la colombe, est une variété de pigeon), Chiquito pour Quito, la capitale de l'Équateur
Selon les dires de Franquin, la Palombie est « le plus petit État d'Amérique latine. » Géographiquement parlant, elle offre de larges et mornes plaines désertiques, à peine plantées, çà et là, de robustes cactées. À la sortie de la capitale commence la forêt vierge (à 120 km au Sud-Ouest de Chiquito, sont situées les ruines de l'ancien repaire de Zorglub), laquelle s'étend jusqu'au volcan El Sombrero (au Brésil), qui peut être atteint en 20 jours de marche. À mesure que le sol s'élève vers le sud, la jungle fait place à une savane herbeuse. Celle-ci s'arrête au pied de hautes chaînes montagneuses. Les Andes palombiennes sont composées de pics et de volcans, pour la plupart éteints. Des lacs profonds, encore inexplorés par l'homme, parsèment la région.
Le Monte Urticando, un ancien volcan attiédi plutôt qu'éteint au cratère inaccessible et inviolé, fait partie des Andes palombiennes précédemment décrites. Une seule galerie y mène. Le volcan est doté d'un microclimat très doux grâce à ses sources d'eaux chaudes. C'est aussi là que poussent les comitl millénaires. Les Indiens Chahutas déclarent que les petits Marsupilami reviennent toujours plus forts de leur séjour au cœur de ce volcan de la forêt palombienne.
En termes de transport, le pays possède sa propre compagnie aérienne baptisée Palombian World Airways (PWA)

### Forêt palombienne

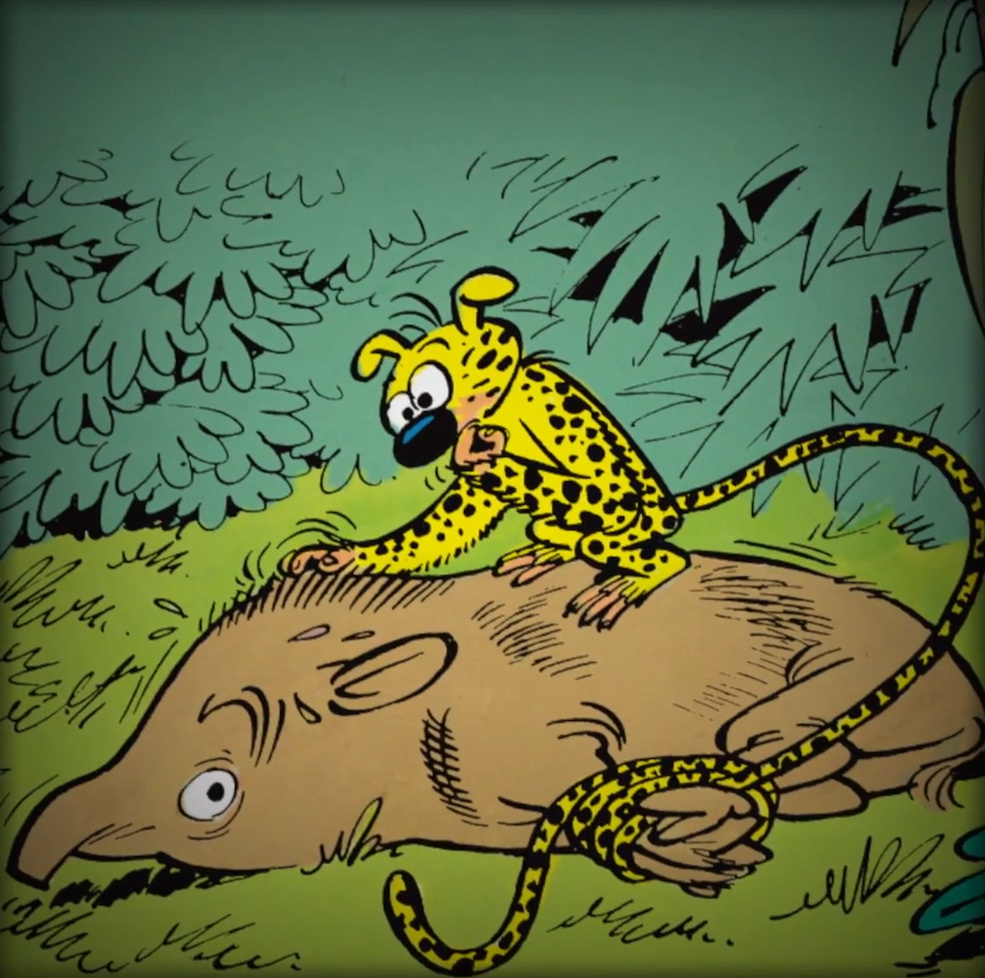
Un marsupilami et un tapir dans la forêt palombienne.

L'imaginaire auquel renvoie la forêt palombienne a permis aux ouvrages de Franquin de poser un questionnement écologique[Interprétation personnelle ?] et de participer à une sémantique de la forêt ancienne et de la « forêt vierge »[pas clair].

« Vous avez reconnu cet enchevêtrement luxuriant, c’est la grande forêt de Palombie, extraordinairement dense, personne du ciel n'a jamais pu en photographier le sol… D'ailleurs, existe‐t‐il ce sol ? Va savoir ! La forêt de Palombie semble posée sur la tête de millions d'arbres, eux‐mêmes juchés sur une forêt plus épaisse encore, qui pousse sur… bon, on ne va pas compter les étages, on n’en sortirait plus. Vous y voilà entré. Vous êtes fou. »

— Franquin, « La Queue du marsupilami »
La flore de la forêt palombienne est également à l'honneur d'une « exposition-promenade », de septembre 2000 à mars 2001 dans le Parc de Bercy à Paris, consacrée aux « jardins de la bande-dessinée ».
La faune tropicale de Palombie est celle de l'Amazonie : jaguars, tapirs, perroquets et aras. Le pays est également traversé par deux rivières principales : le Rio Soupopoaro, affluent de l'Amazone, et le Rio Soupalagrimaz, affluent du précédent. Outre les bancs de piranhas, très présents dans les albums, ces fleuves abritent aussi des anacondas. L'occasion pour Jacques Gilard de rappeler que :
« L'ophydien monstrueux, le dragon vorace, est une obsession assez universelle pour désaméricaniser l'histoire et la ramener à un standard où il ne fait que concrétiser la grandeur de l'aventure et ses exaltants dangers ».
Mais cette forêt abrite aussi un mammifère légendaire appelé marsupilami. Véritable roi de la jungle, c'est lui qui l'emporte toujours contre les autres animaux. Pour Guliard, « le bestiaire latino-américain apparaît bien pâle à côté du Grand Serpent et de ses manifestations multiples [qui représente] la résurgence d'un merveilleux rassurant, à la fois belliqueux, drôle et attendrissant ».

### Chiquito

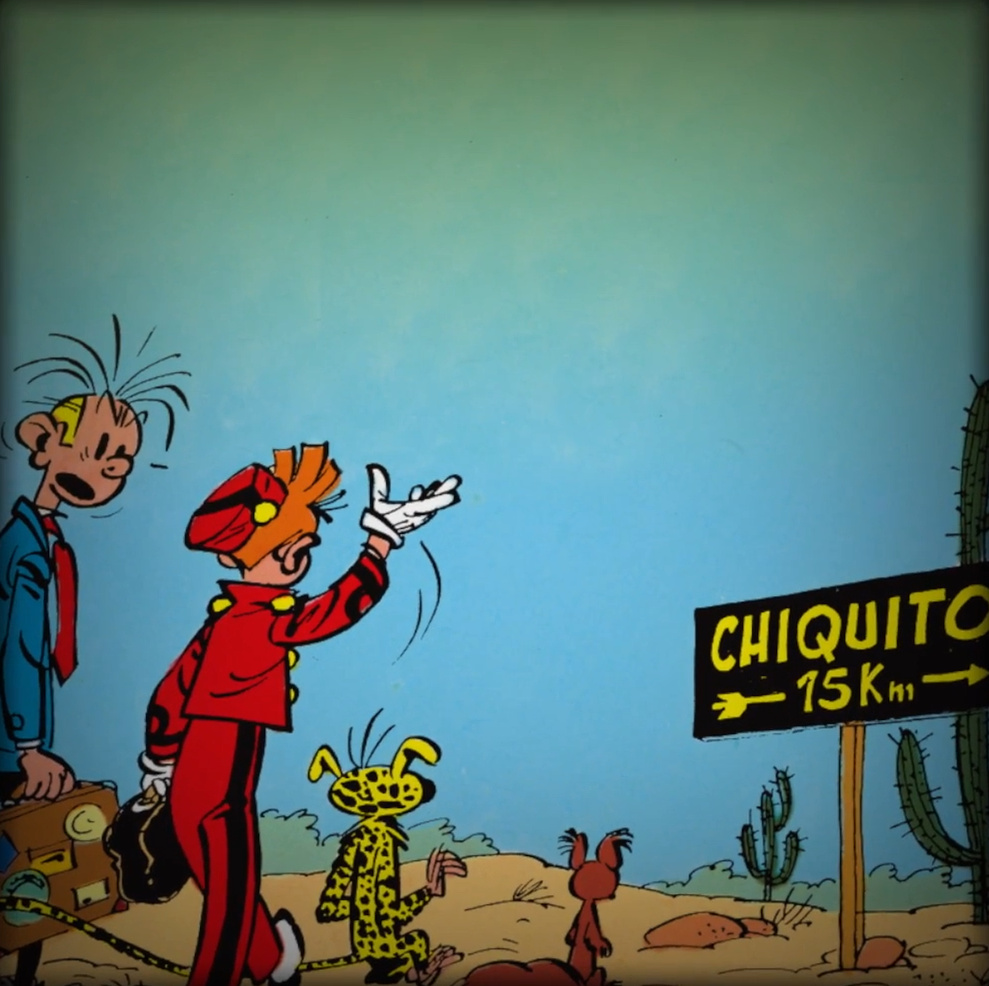

Ni les conquistadores espagnols, ni les bandeirantes portugais ne parvinrent à établir des colonies durables en Palombie. L'absence de richesses naturelles en fit rapidement un territoire peu convoité. À la fin du XIXe siècle, des colons espagnols finirent, tout de même, par créer Chiquito, la future capitale. La ville acquit rapidement une certaine importance. Elle fut, par la suite, à la base du développement de la République de Palombie. Chiquito est, par ailleurs, bordé par la forêt vierge.

« Pendant longtemps et le plus souvent, seul un pittoresque de surface a dénoté l'Amérique latine, quitte à se tromper de beaucoup. [...] La ville latino-américaine était plutôt une ville coloniale du Maghreb, du Moyen-Orient ou d'Afrique noire [ou encore] une ville de Méditerranée occidentale. [...] Mais bien avant que la télévision n'impose aux dessinateurs un respect plus rigoureux du réel, Franquin avait suivi une subtile voie intuitive qui fait que sa représentation de la ville latino- américaine a résisté remarquablement au passage du temps. En 1951, dans Spirou et les héritiers, la capitale de son imaginaire Palombie possédait une sage architecture créole, où la modernité s'annonçait déjà par le building d'une banque (que des révolutionnaires faisaient sauter à la dynamite) ; en 1956, dans Le dictateur et le champignon, la ville sortait de la tradition avec quelques silhouettes d'immeubles élevés et les villas tropicales, entourées de pelouses, d'une bourgeoisie montante; en 1959, dans L'ombre de Z, les élégants gratte- ciel commencent à se multiplier, ainsi que les magasins modernes, avec des supermarchés dont le style serait enviable encore aujourd'hui. Mais il est vrai que les inventions de Franquin étaient lourdes de quelques prémonitions. »

— Jacques Gilard

### Histoire fictive
Comme dans la plupart des pays fictifs sud-américains de bande dessinée franco-belge, la vie politique palombienne a souvent été agitée. Une  « guérilla » d’indépendance du pays a lieu en 1923. Dans les années 1950, un aventurier du nom de Zantas — autoproclamé général — prend le pouvoir et tente de mener une guerre de conquête dont la victime devait être le Guaracha. Selon Gilard, « la représentation si fréquente de guerres entre pays latino-américains, nourries par l'ambition de métis et attisées par de malfaisantes organisations étrangères, a forcément falsifié, peut-être pour longtemps, la vision que de jeunes lecteurs ont pu se faire de l'Amérique latine. »
La fin des années 1960 y est le théâtre d'une grande modernisation économique et d'un remarquable essor touristique: alors que dans les années 1950, un Européen devait d'abord rejoindre Caracas puis y prendre en correspondance un vol de la Palombian Airline pour se rendre en Palombie, des vols long courrier de la compagnie rebaptisée Palombian World Airways relient maintenant directement l'Europe à Chiquito. On voit aussi à cette époque un développement important du secteur bancaire.
Mais la vie économique de cette période est lourdement marquée par la « crise du savon », où les méthodes de marketing des entreprises Zugol et Z Bul (détenues par le malfrat Zorglub) furent sévèrement mises en cause. C'est aussi dans ces années-là qu'arrive au pouvoir Papa Prinz à qui succède son fils Baby Prinz lui-même renversé par Achilo Zavatas en 1990. Gilard y voit la mise en image de « la sophistication technologique qui peut faire que tel pays latino-américain serve seulement de lice où s'affrontent bons et méchants, tous occidentaux, sans que les autochtones — dont l'avenir est en jeu — puissent participer ou même être informés ». Aux yeux du chercheur, Franquin est le seul auteur de bande dessinée à « suggérer en images le fait majeur de la dépendance économique" des pays sud-américains à l'Occident ». De même, on peut voir dans cet acharnement de Zantafio à faire carrière en Palombie, une transposition du mythe de l'Eldorado, représenté par la fortune dans le pouvoir politique et dans le pillage économique.

« Il y avait là-dessous une véritable inquiétude, [Franquin] préfigurait par des images frappantes, et pleinement comiques, la dénonciation qui serait faite quelques années plus tard de la publicité de certaines multinationales (Nestlé notamment) dans le Tiers monde. L'imagination permettait de voir et de donner à voir ce que l'on ne disait pas encore — et que le recul de plus de trente ans nous permet de reconnaître, efficacement mis en images, dans L'ombre du Z.. »

### La dictature palombienne
Comme l'a analysé Jacques Gilard, l'histoire politique de la Palombie correspond à l'image figée que véhicule dans sa globalité la bande dessinée franco-belge de l'Amérique latine des années 1930. Les références à la guerre du Chaco dans L'Oreille cassée d'Hergé donnent notamment le diapason de la plupart des représentations futures de l'Amérique du Sud en bande-dessinée jusqu'à la fin des années 1970. Il s'agit d'une image faite de stéréotypes datés, dont certains viennent du XIXe : « le physique du rastaquouère, le dictateur, le complot, le coup d'Etat, la guerre civile. Celle-ci était un cliché qu'avait réactivé la Révolution mexicaine, qui est restée comme motif étonnamment fort jusqu'à une date récente ».
Dans l'album Baby Prinz, le peuple lui-même est tourné en dérision. Par exemple, on apprend que les attentats contre le dictateur sont une tradition que les dictateurs n'osent pas tenter d'abolir, tant elle plaît au peuple. Après la révolution, une femme dans la foule se rappelle que le nouveau dirigeant est un ministre du dictateur contre lequel ils viennent de faire une révolution : son mari lui ordonne de se taire. L'armée, pour sa part, se soucie de jouer un rôle positif dans la révolution pour la télévision. Cette révolution comporte plusieurs clins d'œil à la révolution roumaine de 1989 : le drapeau de la révolution est l'ancien drapeau en découpant l'emblème central, et le nom de la garde personnelle du dictateur, la Securitad.
Le pays fictif compte au moins sept dictateurs :
- Zantafio dit « général Zantas » : Zantafio, un aventurier peu scrupuleux qui est en fait le cousin de Fantasio, se fait passer pour le général Zantas. Considéré comme un héros de la révolution, et qui à son tour en déclenchera une contre lui. Il veut conquérir le pays voisin du Guaracha pour ses richesses naturelles et propose à Spirou et Fantasio d'être colonels dans son armée. Mais le général autoproclamé se fait prendre au piège par les colonels mutins récemment engagés et est contraint d'abandonner le pouvoir. Mais il revient plus tard et joue un rôle important lors de la crise du savon. Il est un bon exemple de l'entre-soi que, contrairement aux apparences, l'Occidental vient chercher dans son aventure sud-américaine, dans l'analyse de Gilard de la bande dessinée frano-belge[15]. Pour Laurent Schang, il correspond à ce que déjà en 1928 John Frederick Charles Fuller définissait comme la dégradation du statut de général. Il fait partie de ces « généraux d’opérette, plus doués pour les coups tordus que pour les opérations de grand style[27] ». Zantafio est « un pâle émule d'Hitler, dont il partage à la fois les costumes, la gestuelle et l'attirail symbolique : l'aigle (changé en perroquet) et la croix gammée (métamorphosée en cercle orné de trois flèches noires)[28]. »

- Papa Prinz : Il est arrivé au pouvoir en 1964, abolissant le système parlementaire (congrès composé de deux chambres élues pour 4 ans ; président élu pour 6 ans), instauré dans le début des années 1960, période qui fut consacrée à une modernisation à outrance (d'où un fort endettement extérieur du pays). Enfin, il fut assassiné lors du 28e attentat à son égard ; mais le pouvoir reste dans la famille.

- Baby Prinz : Baby Prinz, dit le « dictatillon »[29], est le fils de Papa Prinz. Arrivé trop tôt au pouvoir, à la mort de son père ; obsédé de l'hygiène et plus intéressé par sa collection de peluches que par la politique, il ne s'accrocha pas au pouvoir lors du coup d'État de 1990 mis en place par Achilo Zavatas. Mais il fut néanmoins content de savoir que « grâce à cette histoire, son nom entrerait dans l'histoire ! ». Baby Prinz rajouta d'ailleurs lors de son « règne » un marsupilami au centre du drapeau palombien (ce symbole est depuis supprimé).

- Achilo Zavatas : Propriétaire d'une fabrique et d'une chaîne de magasins spécialisés dans le savon (depuis le passage de Zorglub et Zantafio, les Palombiens sont très consommateurs de savons), et ministre de la Propagande[30]. Il profite de la destitution de Baby Prinz pour devenir dictateur à sa place[30], en 1990, à la suite d'une élection où il était le seul candidat à la présidence (ses adversaires ayant mystérieusement disparu). La devise de son gouvernement est :  « Qui s'y frotte, s'y lave les mains » (peut-être en hommage à la devise hergéenne syldave (traduite de « Eih bennek, eih blavek ») « Qui s'y frotte, s'y pique »).
- Général Pochero Sr. : On sait peu de choses de lui sinon qu'il gagna les élections à 99% des voix. Quand il cessa de gouverner, il céda sa place à son fils, Pochero Jr.
- Général Pochero : Il accéda au pouvoir à la suite de son père. Sa façon de gouverner était apparemment mise en question par certains, comme en témoignent les violentes guérillas et les nombreux slogans contre lui. Il se moqua ouvertement et pendant longtemps d'un botaniste natif du Bretzelburg, nommé Hermoso, qui s'était installé en Palombie depuis l'âge de 5 ans et à la recherche d'orchidées. Finalement, Hermoso, à ce moment âgé de 82 ans et rajeuni par un sérum de Jouvence à base d'orchidée, prit le pouvoir et le titre de Général Hermoso.
- Hermoso : Hermoso naquit au Bretzelburg vers 1930. À l'âge de 5 ans, il s'établit en Palombie. Il devint un botaniste souvent en expéditions dans la jungle palombienne à la recherche d'orchidées. Malgré les moqueries des Pochero Sr. et Jr., il continua ses recherches jusqu'à l'âge de 82 ans, en 2012, où avec son assisstante Pétunia, il découvre une orchidée avec un très fort taux d'Iridium, très prisée par le Marsupilami. Il en parle comme une découverte scientifique majeure à Pochero, qui refuse pourtant de lui débloquer plus de fonds pour ses recherches, en raison de son âge. En colère, Hermoso continue néanmoins ses expériences avec cette orchidée qu'il a appelé Orchidus Hermosoïd. Une nuit, le Marsupilami, voulant récupérer la plante, la vole mais Hermoso réussit pourtant à en arracher une partie. Elle tombe dans une cuve où macère un produit qui tombe lui-même sur Hermoso, qui se retrouve miraculeusement rajeuni de 50 ans. Après avoir tenté de séduire son assistante Pétunia le lendemain matin, il découvre que le sérum à un effet limité. Il décide de se lancer à la chasse du Marsupilami pour qu'il lui amène d'autres orchidées pour qu'il puisse rester éternellement jeune. Avec l'aide de militaires, il capture le Marsupilami, vole ses œufs et abat son nid. Le soir même, il prend le pouvoir et jette Pochero en prison. Il devint obsédé par sa beauté et sa jeunesse, demandant en permanence à ses hommes s'il était jeune et beau. Pendant ce temps, avec l'aide du journaliste Dan Geraldo et d'un habitant, Pablito Camaron, Pochero s'évada de prison. Il était devenu dépressif, pensant en permanence à Céline, sa chanteuse de favorite à laquelle il vouait un véritable culte et dont il collectionnait des robes. Faisant diversion tandis que Geraldo et Camaron reprenait les œufs de marsupilami, lui enfila une robe de Céline et se mit à chanter sur une terrasse du palais présidentiel. Les soldats l'acclamèrent et se retournèrent contre Hermoso qui, pour tenter de reprendre les œufs, but toute une fiole de son sérum, ce qui le rajeunit jusqu'à ce qu'il redevienne un bébé. À la suite de cela, Pochero reprit le pouvoir.
- Général Pochero : On ignora ce que fit Pochero après qu'il eut repris le pouvoir.

### Culture
Quoique située en Amérique du Sud, culturellement parlant, la Palombie présente beaucoup d'affinités avec le Mexique : on y consomme en effet des tortillas et des tamales, et on y boit de la tequila. On y consomme aussi pas mal de bière (la marque la plus répandue étant la bière Colibri). Le vêtement des habitants n'est pas non plus sans rappeler celui des citoyens mexicains.
Une des langues amérindiennes qu'on y pratique présente aussi certaines affinités avec le nahuatl : un des tequilas palombiens les plus réputés est celui de la marque Coyotl. La langue des féroces et sylvicoles indiens Chahutas n'a pas encore fait l'objet d'une description scientifique, mais il n'est pas impossible qu'elle relève du groupe arawak. Ils portent tous des noms dont la prononciation provoquera sûrement le rire d'un Occidental, et parlent un dialecte très coloré. 
Pratiquant la réduction de têtes, ils ont vite été rejoints par la civilisation qui a cherché à en tirer profit, tels des « barbares qui allaient parcourir la grande forêt avec leurs fusils ». Ils sont chasseurs, pêcheurs, cueillent des fruits, extraient des émeraudes, font pousser du bambou et adorent toutes sortes de divinités dont le marsupilami bien qu'ils n'hésiteraient pas, une fois influencés, à vouloir le tuer pour diverses raisons (pour  le manger et pour être respecté par leurs congénères). « Chez Franquin, l'Indien de la forêt est un guerrier redoutable, parce que bien adapté à son milieu, et seul un hasard heureux permet de le mettre en fuite. » Alors que cinq ans auparavant, Hergé met encore en scène de dangereux indiens dans Tintin et les Picaros, Franquin inverse les rôles. Il « oppose l'agitation grotesque du chasseur formé à l'école du safari africain à l'humour jovial de deux Indiens, dont l'un dit de lui : « Attention, ces individus peuvent devenir dangereux tout à coup sans raison ». »
À l'image de Zantafio, « brun de peau, noir et frisé de poil, et il arbore une délicate moustache de chanteur de boléros », il y a une communauté métisse en Palombie. Contrairement à nombre d'auteurs, Franquin a rendu « une image plus exacte du métissage génétique, sans éliminer complètement la rigidité des stéréotypes négatifs  ».
La tauromachie y est très appréciée. La guitare est l'instrument type de la musique populaire palombienne de l'ère coloniale. Les activités économiques marquantes incluent production d'argent, de confitures, d'articles de toilettes (savon et dentifrices), banques. Les souvenirs à ramener incluent étuis à cigarettes et blagues à tabac (petacas), bracelets en poil de marsupilami (se méfier des faux).
Enfin, le pays semble être le lieu de prolifération de dangereuses maladies, facilement transmissibles. Dans « Capturer un marsupilami », le chasseur Bring M. Backalive, confronté à nouveau à la nature américaine, est la victime de la farce de deux Indiens et contracte une incurable maladie de peau, source d'horribles démangeaisons ; l'intense couleur jaune acide que prend le patient est baptisée la maladie « picazón de limón ». Quand le chasseur regagne en pirogue le premier avant-poste de la civilisation, une cahute dont les pilotis plongent dans l'eau boueuse d'un petit rio, il apporte le fléau. Alors, la maladie « atteindra en quelques semaines plus du tiers de l'humanité ». Jacques Gilard n'hésite pas à y voir une nouvelle trace de l'aspect visionnaire de la Palombie de Franquin, anticipant avec poésie sur l'épidémie de SIDA qui allait bientôt toucher particulièrement le tiers monde.

## Apparitions dans d'autres supports
À l'image d'autres pays imaginaires comme la Syldavie de Hergé, la Palombie est régulièrement utilisée comme exemples fictifs par des universitaires ou encore des journalistes dans leurs démonstrations ou leurs articles. C'est notamment le cas pendant plusieurs années de la revue de référence L'Espace géographique dans ses exemples techniques de présentation bibliographique. D'autres encore peuvent se réclamer de ce pays imaginaire afin d'écrire sous pseudonyme, comme le géographe Hervé Théry dans la revue Mappemonde.
Les écrivains francophones contemporains ont également fait plusieurs fois référence à la Palombie. La référence semble pouvoir être utilisée comme un pays existant dans leur propre monde imaginaire, comme dans Celui qui aimait le monde d'André-Joseph Dubois, ou comme un pays fictif aux yeux de leurs personnages. C'est notamment le cas de Jean-Benoît Puech dans plusieurs ouvrages centrés autour de son écrivain fictif Benjamin Jordane.